# Charles Richter
Charles Francis Richter (Overpeck, Ohio, 1900. április 26. – Pasadena, Kalifornia, 1985. szeptember 30.) amerikai szeizmológus, egyetemi tanár.

## Élete
Szülei válása után anyai nagyapjához került. 9 éves volt, amikor anyjával és nagyapjával Los Angelesbe költöztek. A középiskola elvégzése után fizikát tanult a Stanford Egyetemen, majd elméleti fizikát a California Institute of Technologyn. Itt kezdett érdeklődni a szeizmológia iránt. 1928-ban doktorált.
A kaliforniai Pasadenában működő földrengéstani laboratóriumban (Seismology Laboratory) helyezkedett el, ahol Beno Gutenberggel dolgozott együtt. Mindketten azt kutatták, hogyan lehet a földrengések erősségét mérni és összehasonlítani. Kutatásaik eredménye, a Richter-skála 1935-ben jelent meg.
Richter 1936-ban visszatért a California Institue of Technologyba, ahol a szeizmológia professzora lett. A tanítás mellett tovább folytatta a kutatást.
Meggyőződéses naturista volt, ezért vált el tőle a felesége.